# Parquet

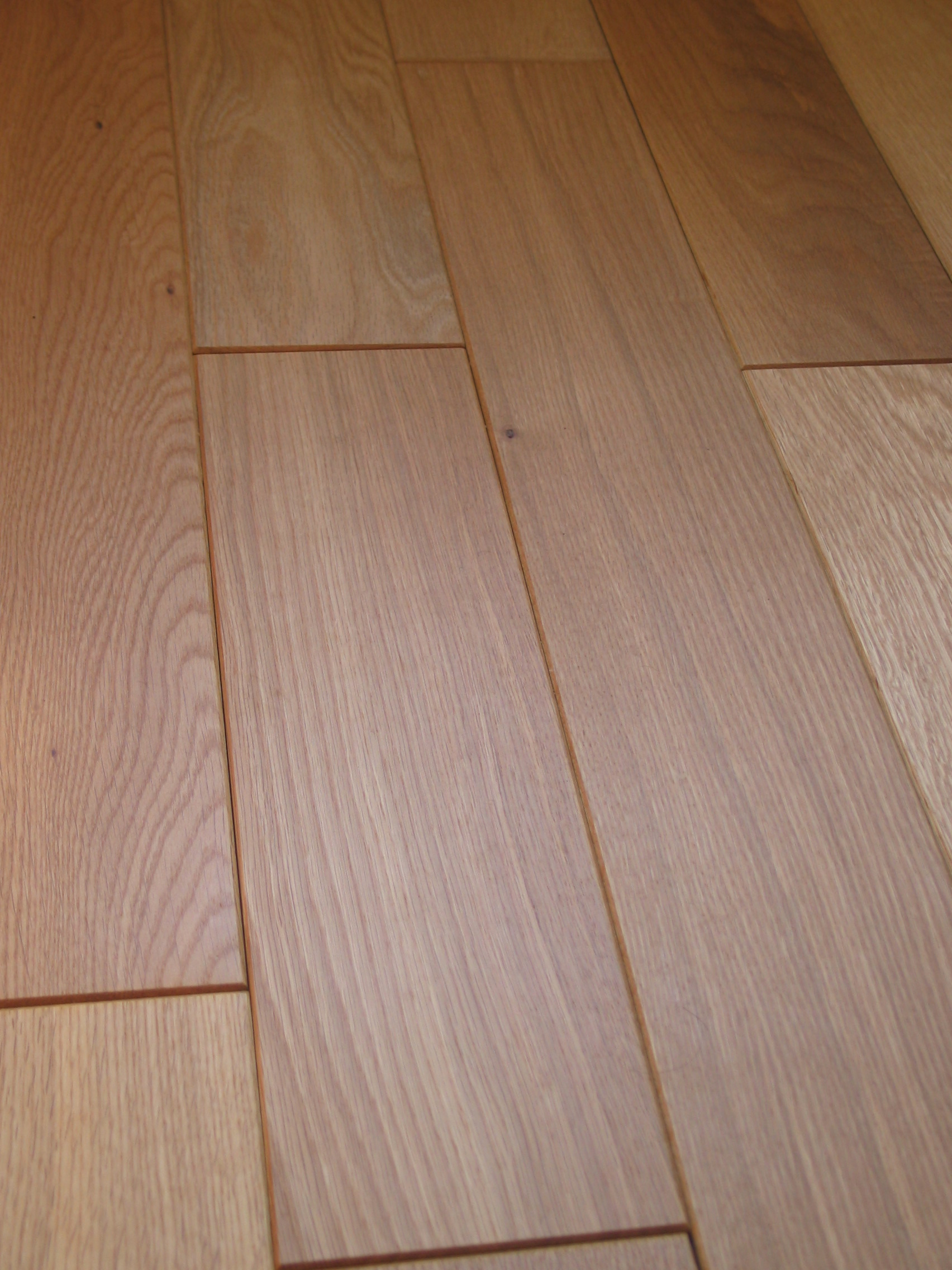
Parquet in listoni di rovere smussato

Il parquet (pronuncia italiana: /parˈkɛ/ oppure /parˈke/) o palchetto, più raramente adattato in parchè, è una pavimentazione composta da legno massiccio di spessore che può variare da mm 10 a mm 22 o dall'assemblaggio di singoli elementi di legno con spessore minimo di mm 2,5 (secondo le normative europee) ad un supporto che può essere in multistrato di betulla o altro prima della posa.

## Classificazione

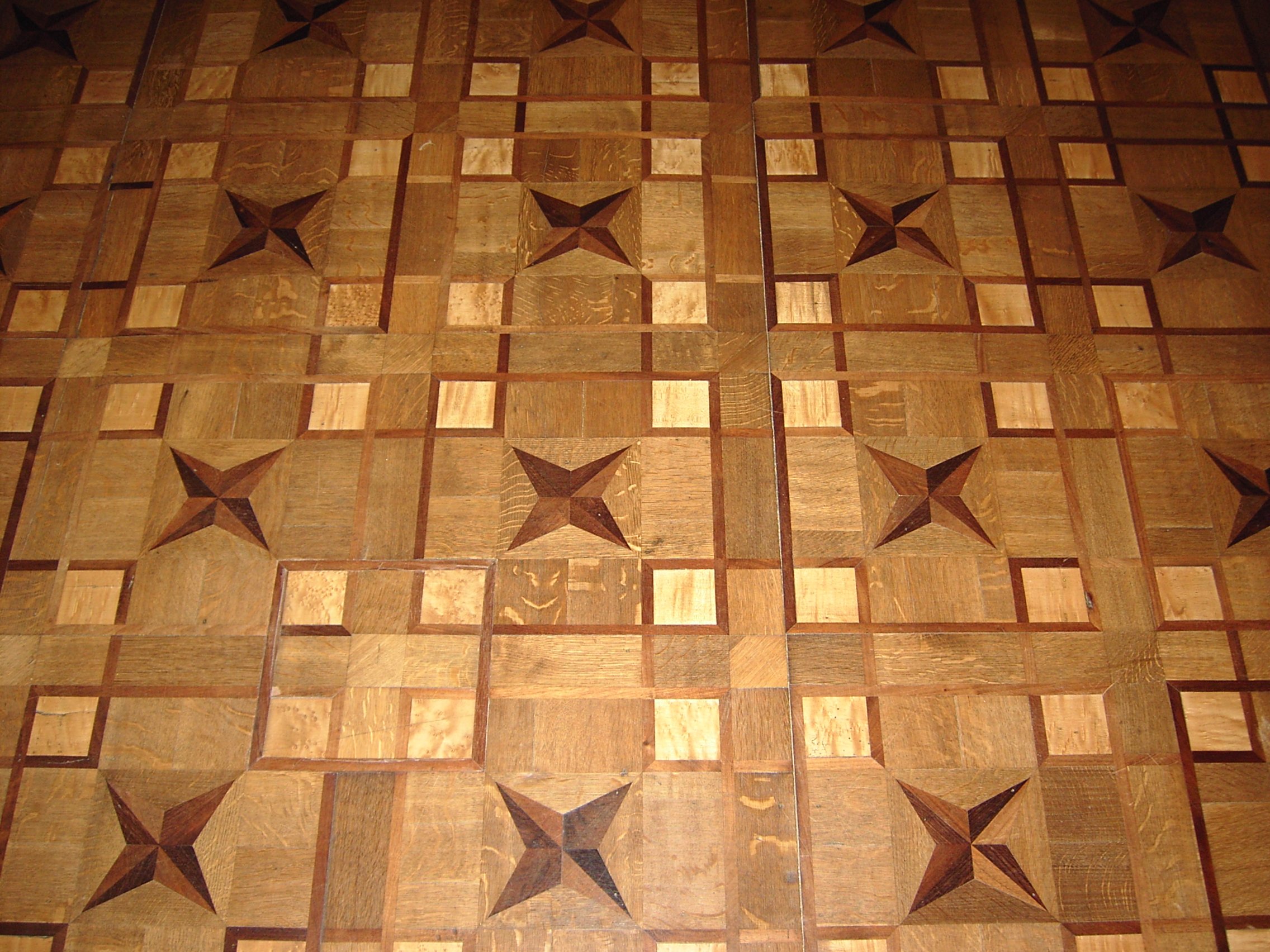
Parquet della cattedrale di Seneffe

Le principali pavimentazioni in parquet, in base alla tipologia massiva, di posa, e di finitura si distinguono in:
- 1.0- MASSICCIO SENZA INCASTRI SUI BORDI, GREZZO DA FINIRE IN OPERA
- 2.0- MASSICCIO CON INCASTRI SUI BORDI, GREZZO DA FINIRE IN OPERA
- 3.0- MASSICCIO CON INCASTRI SUI BORDI, PREFINITO
- 3.1- MASSICCIO CON INCASTRI UNCINATI SUI BORDI, PREFINITO
- 4.0- MULTISTRATO PREFINITO
- 5.0- INTARSIATO PREFINITO
- 6.0- DECORATO PREFINITO
- 7.0- INTARSIATO MASSICCIO DA FINIRE IN OPERA
- 8.0- INTAGLIATO MASSICCIO DA FINIRE IN OPERA

Le principali variabili o caratteristiche tecniche dei parquet sono:
- A.0 - SUPPORTO DEI MULTISTRATI
- B.0 - ESSENZE (TIPO DI LEGNO)
- C.0 - FINITURA
- D.0 - TRATTAMENTO DI CARTEGGIATURA O LAMATURA (TIPO DI LAVORAZIONE DELLA SUPERFICIE)
- E.0 - SCELTA
- F.0 - FORMATO / DIMENSIONI / TIPO DI LATI / FORMA GEOMETRICA
- G.0 - SPESSORE DEL LEGNO NOBILE
- H.0 - DUREZZA SUPERFICIALE
- I.0 - DUREVOLEZZA PER TIPO DI UTENZA
- J.0 - DURABILITÀ COMPLESSIVA

Il parquet multistrato fu brevettato nel 1983 da Guglielmo Giordano.

## Parquet real
Oltre ai suddetti pavimenti tradizionali in legno massiccio monostrato sono sul mercato i cosiddetti pavimenti multistrato prefiniti composti da uno strato superiore in legno nobile, il cui spessore può variare, a seconda del prodotto, da 6 mm a meno di 1 mm (detti comunemente 'impiallacciati'): comunemente lo spessore si aggira sui 3/5 mm. Al di sotto dei 2,5 mm di spessore si ricordi che non è da definire parquet. Quando lo strato di legno nobile è incollato su un supporto in legno dolce si parla di due strati, che può essere in multistrato (cioè più strati da circa uno o più mm di spessore ciascuno) o lamellare (cioè un solo strato spesso più millimetri). I multistrati in betulla europea rappresentano generalmente il top della stabilità (non si creano fessure, incurvamenti o imbarcature tra le tavole, in condizioni di umidità ideale del sottofondo e dell'ambiente). I lamellari eventualmente possono essere controbilanciati incollando una lamina della stessa essenza, sulla controfaccia inferiore (in modo da avere un "sandwich" simmetrico) che sarà quella che andrà poi effettivamente posata in appoggio diretto (in questo caso si parla di posa flottante) sul massetto (prefinito a tre strati).
Legni nobili, in base alla provenienza, comunemente usati sono: rovere, olivo, noce, faggio (Europa), iroko, teak, merbau, afrormosia, doussié, wengé, Cabreuva, Panga Panga e Padouk (Africa), Ipè spp., Cumarù, Jatobà (Brasile), Teak spp. (Asia).
Esiste anche il cosiddetto pavimento in laminato formato dall'accoppiamento del tradizionale laminato a un supporto di 12 mm realizzato in pvc, o lastra molecola sintetica similare.
In quanto pre-finiti in laboratorio (e non in opera) si prestano a finiture particolari quali colorazioni tramite pigmenti, decapature (cioè colorazioni a pigmenti in contrasto tra la fibra e la base del legno), spazzolatura della fibra (la quale conferisce effetto ruvido; è il contrario della levigatura), microbisellatura dei lati della tavola (spigoli smussati e non vivi), piallature a mano, spigoli spaccati sui vari lati della tavola, piano sega (la superficie della tavola presenta seghetteture trasversali rispetto all'andamento della venatura), termotrattamenti (lasciato essiccare per x tempo a x temperatura il legno nobile cambia tono di colore scurendo in tutto lo spessore), decorazioni ad acqua, ed altre.
Il trattamento finale superficiale può essere ad olio o vernice. La finitura ad olio (quelli vegetali hanno residui tossici quasi nulli) richiede una manutenzione costante e non è idrorepellente nel primo periodo di vita (un anno circa con manutenzione corretta) quindi è soggetto ad aloni ma conferisce l'aspetto più naturale.
Le vernici sono di più facile manutenzione e in commercio se ne trovano di "naturale UV o effetto cera" con meno gloss di lucentezza rispetto alle vernici satinate (semi lucide).
Per comodità dell'Utente finale, i produttori profilano il parquet, tingono (macchiano) e applicano anche finiture (Vernice, Olio, Cera).

## Posa in opera

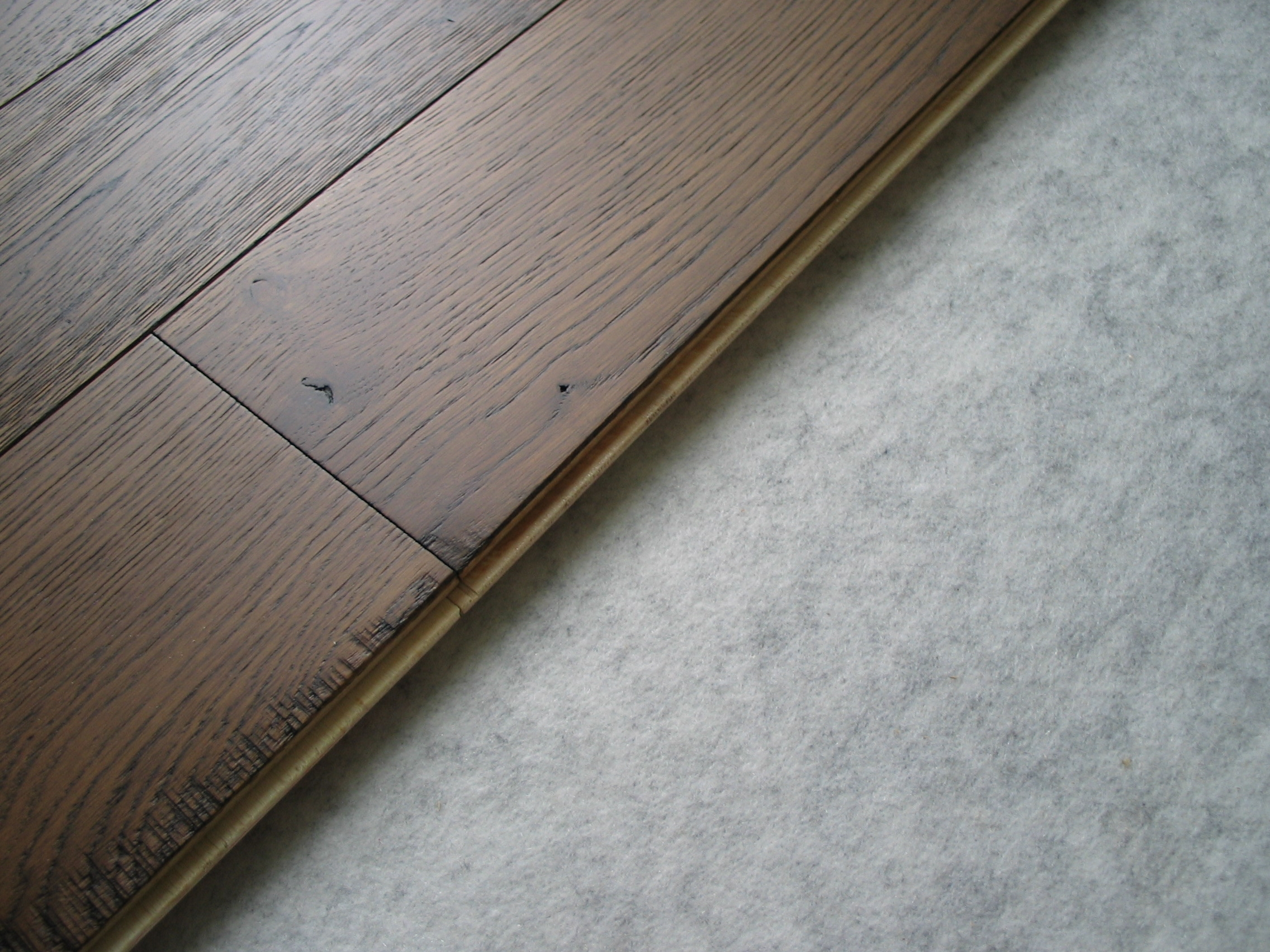

Il parquet può essere posato a terra incollato (con colle viniliche o bi-componenti), o galleggiante, o inchiodato o avvitato (nella tipologia "listoni" o anche prefiniti di spessore circa mm 22) su tavolato o pannelli lignei di multistrato sottostanti, oppure su sottofondo in cui siano stati precedentemente annegate delle liste di legno, con sezione a coda di rondine (trapezoidale) dette magatelli, dove si va effettivamente a conficcare il chiodo o avvitare la vite che fissa la tavola. La posa inchiodata o avvitata, vista la particolare preparazione del sottofondo, la buona manualità richiesta, la necessità di tavole spesse almeno 22 mm, e gli effetti secondari non più facilmente accettati (possibilità di avere tavole che si muovono leggermente scricchiolando) sta rapidamente diventando desueta. Listoni da 22 mm, che fino agli anni 1980/1990 venivano inchiodati, ora vengono essiccati con metodi particolari (sottovuoto) dal produttore, conferendogli maggiore stabilità, e incollati con collanti appositi.

## Comportamento
Il parquet una volta esposto alla luce e all'aria, a pavimento finito, inizia un processo di ossidazione che lo porta a cambiare colore (tipicamente ma non esclusivamente, scurendosi) e rendere più omogenee le sue venature (tipico comportamento del Teak Asia). Questo processo varia per velocità ed intensità in riguardo alla specie legnosa (normalmente i legni esotici si ossidano di più), alla quantità di luce a cui viene esposto, e alla finitura applicata (diversi tipi di vernici possono dare sia risalto al colore e all'ossidazione che limitarlo molto), e sebbene visibile in modo evidente nei primi mesi di vita del pavimento, può proseguire via via più lentamente anche per svariati anni.
Il parquet è un materiale sempre 'vivo' e quindi risente degli sbalzi di umidità estate/inverno tipici delle abitazioni moderne: in condizioni di scarsa umidità le tavolette si restringono leggermente portando a fessurazioni della pavimentazione, che poi lentamente si richiudono al ritorno in condizioni di umidità normale. Condizioni di umidità eccessiva (condensa, perdite d'acqua o infiltrazioni anche leggere ma continuative, cattiva manutenzione) portano le tavolette ad impregnarsi ed allargarsi, fino ad arrivare a spingere e sollevarsi dal sottofondo, strappandolo, o, per essenze particolarmente nervose (quali tipicamente legni sudamericani) in casi eccezionali addirittura a danneggiare i tavolati del locale.
È quindi generalmente sconsigliato l'uso di liquidi per il suo lavaggio, o comunque se si fa si deve fare in modo molto accurato.
La maggior parte dei problemi di stabilità sono stati comunque risolti dal parquet multistrato che risente molto debolmente delle variazioni termoigrometriche dell'ambiente in cui è inserito.

## Normative
Le norme che regolano i parquet sono:
- UNI EN 13489 - Parquet prefinito multistrato
- UNI EN 13227 - Parquet massiccio senza incastro
- UNI EN 13226 - Parquet massiccio con incastro

La qualità dell'incollaggio tra i vari strati del parquet prefinito è certificato dalla norma * UNI EN 314-1:2005. I prodotti dotati di tale garanzia sono da considerarsi di qualità superiore.

## Sport
La pavimentazione in parquet è spesso utilizzata nei palazzi dello sport, ed è in particolare prevista nei campi da pallacanestro.